# If I Ruled the World
«If I Ruled the World» —en español: «Si yo gobernara el mundo»— es una canción del grupo de pop estadounidense Big Time Rush en colaboración del intérprete de hip hop Iyaz lanzado el 22 de julio de 2011 como descarga digital a través de iTunes un día antes del episodio "Big Time Single" de la serie de Nickelodeon Big Time Rush.
Basada en la vida de los chicos que viven en Palm Woods y Griffin les ordena un éxito musical que tenga la palabra playa.
La canción fue presentada por primera vez en el San Diego County Fair en San Diego, California el 1 de julio de 2011.
- Datos: Q9286675